# Konrad von Hochstaden

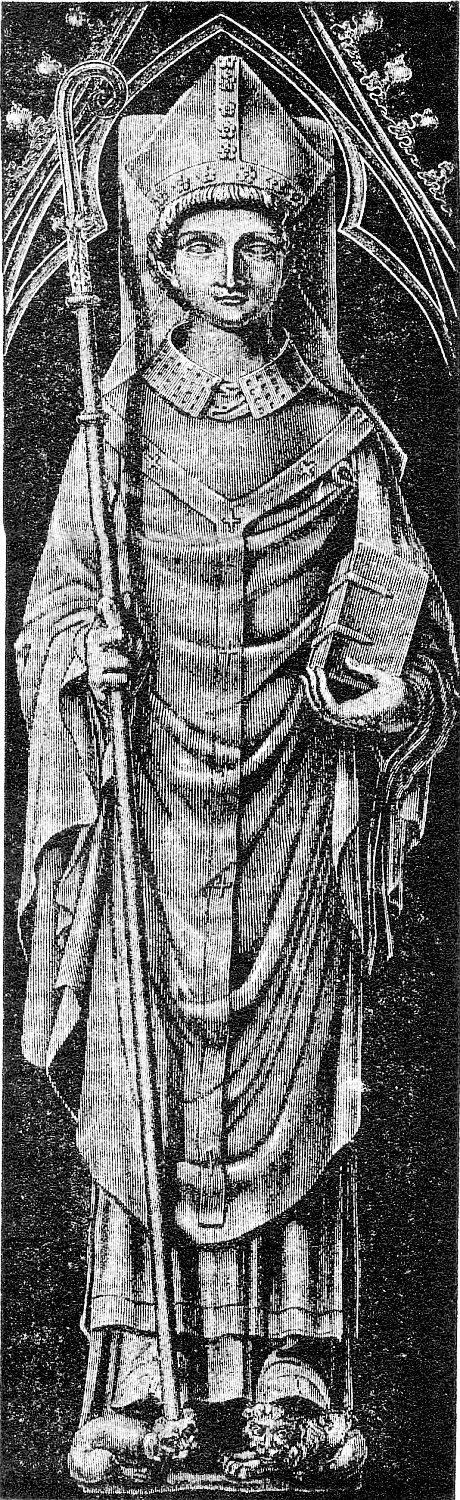
Grabmal des Konrad von Hochstaden in der Johanneskapelle des Kölner Domes

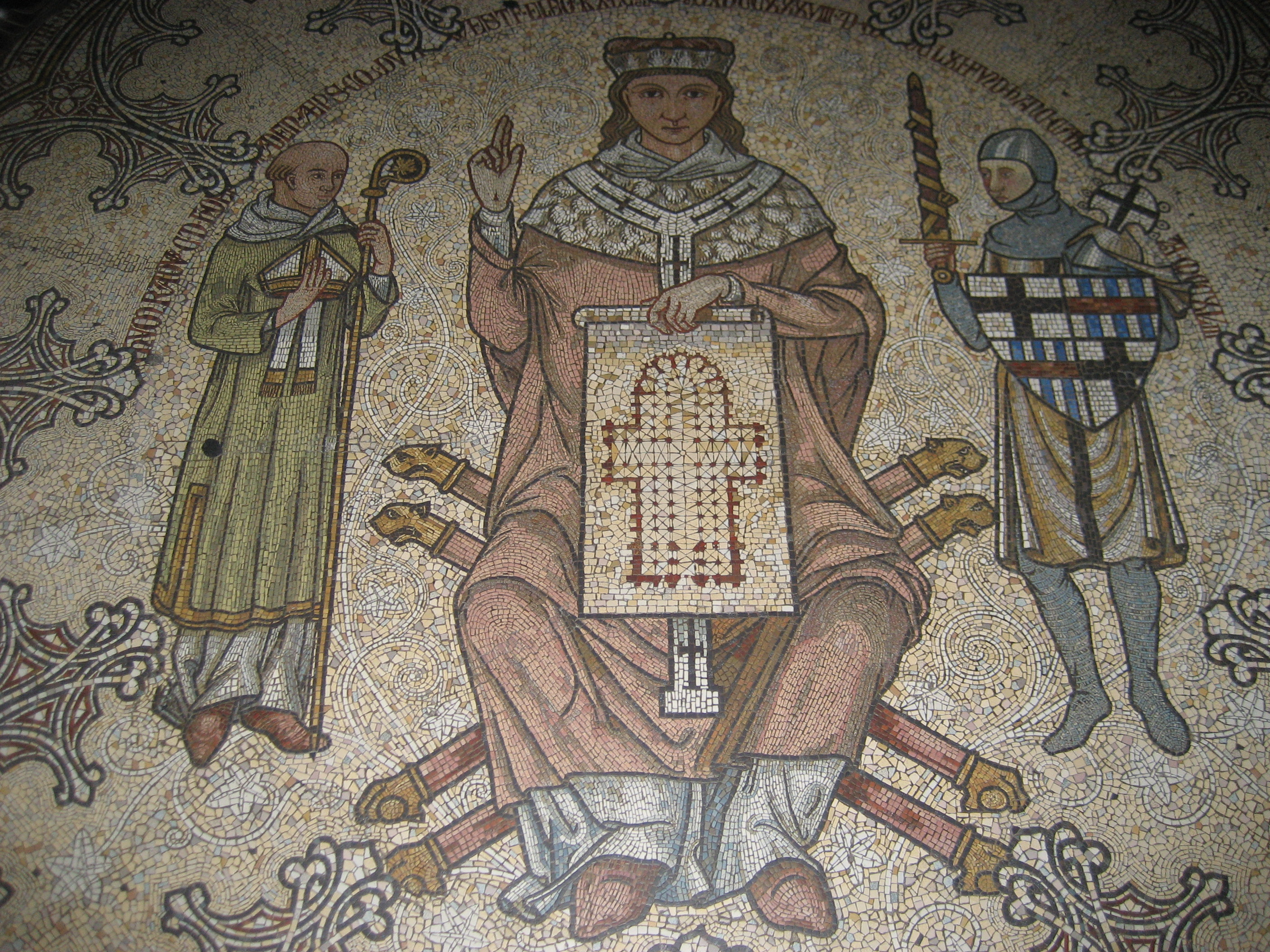
Konrad von Hochstaden auf einem Mosaik im Kölner Dom

Konrad von Hochstaden, auch Konrad von Are-Hochstaden (* um 1205; † 28. September 1261) war als Konrad I. von 1238 bis 1261 Erzbischof von Köln.

## Herkunft und Ausbildung
Konrad war der Sohn des Grafen Lothar I. von Are-Hochstaden und dessen Frau Mathilde von Vianden und mit dem Kaisergeschlecht der Staufer blutsverwandt. Er hatte noch zwei Brüder, von denen der ältere, Lothar II. (* 1216; † 1246), die Grafschaft Hochstaden erhielt. Diese wurde – nach seinem Tod und dem seines Sohnes Theodorich am 16. April 1246 – von Konrads Bruder Friedrich an das Erzstift Köln zwecks Einverleibung geschenkt. Der jüngere Bruder Friedrich war Propst von St. Maria ad Gradus in Köln, danach Propst in Xanten. Unter ihm wurde mit dem Neubau der dortigen Stiftskirche St. Viktor begonnen. Von Konrads vier Schwestern (unter anderem Margarete von Hochstaden) waren zwei Ordensfrauen.
Möglicherweise studierte Konrad in Paris. Jedenfalls machte ihn sein Bruder Lothar zum Pfarrer von Wevelinghoven. Zunächst Propst von St. Maria ad Gradus in Köln, wohl seit 1226 auch Kölner Domherr, versuchte er seit 1234 dem Kölner Dompropst Konrad von Bueren die Dompropstei streitig zu machen, wobei er auch nicht vor Gewalt zurückschreckte.

## Politisches Wirken

### Erzbischof von Köln
Konrad wurde am 30. April 1238 als Nachfolger von Heinrich I. von Müllenark zum Erzbischof gewählt. Bis zu seiner Wahl hatte Konrad von Hochstaden das Amt des Dompropstes usurpiert. Um seiner Aufforderung Nachdruck zu verleihen, ließ er den rechtmäßigen Dompropst bannen. Dieser strengte einen Prozess vor der römischen Kurie an, die Konrad nach Rom zitierte, ohne dass Konrad der Aufforderung nachkam. Daraufhin wurde Konrad von Rom exkommuniziert und das Interdikt über alle Orte verhängt, an denen sich Konrad aufhielt. Nach seiner Wahl legte Konrad seinen Streit mit dem Dompropst bei und beließ ihn im Amt.
Anfang August wurde er im Lager zu Brescia durch Kaiser Friedrich II. mit den Regalien des Reiches belehnt und zeigte sich durch sein Eintreten für die Wahl des Aachener Propstes Otto von Eberstein zum Bischof von Lüttich sogleich als stauferfreundlich. Doch bereits im Frühjahr des Folgejahres trat er zur päpstlichen Partei über, wofür sicherlich nicht nur das finanzielle Entgegenkommen Papst Gregor IX. verantwortlich war, denn mit dem Erzbistum übernahm Konrad zugleich enorme Schulden seines Vorgängers bei italienischen Bankiers. In seinen Territorialkriegen mit Brabant, Jülich, Sayn, Limburg und Berg zwischen 1239 und 1244 vermischten sich entsprechend handfeste Eigeninteressen und Reichsinteressen. Einen Tiefpunkt erreichten diese mit der Niederlage in der Schlacht bei Lechenich, welche ihn von Februar bis November 1242 in die Gefangenschaft auf der Jülicher Burg Nideggen brachte, die er trotzdem siegreich und mit Machtzuwachs bestanden hatte.
Nachdem ihn der Bischof von Münster, Ludolf von Holte, zum Priester geweiht hatte, wurde er von diesem kurz darauf am 28. Oktober 1239 auch zum Bischof geweiht und erhielt durch den Papst im Februar 1244 das Pallium verliehen.

### Einsetzung der Gegenkönige
Mitte der 1240er Jahre war Konrad von Hochstaden fraglos der mächtigste Reichsfürst und konnte sich die Etablierung eines antistaufischen Gegenkönigtums erlauben, ohne dass die Auswahl der Kandidaten in jedem Fall sein Verdienst gewesen wäre. Das trifft allenfalls für Wilhelm von Holland, kaum aber für Heinrich Raspe und Richard von Cornwall zu. Entscheidend aber war, dass er sich mit seinem Standpunkt, ohne Zustimmung und Krönung durch den Erzbischof von Köln gebe es keine gültige Königserhebung, Gehör verschaffen konnte. Im März 1249 wurde er durch Klerus und Volk von Mainz eindeutig zum Nachfolger des verstorbenen Mainzer Erzbischofs Siegfried III. von Eppstein gewählt. Dieses Amt lehnte er auf päpstliches Verlangen hin ab, wofür er mit der Legatenwürde für Deutschland belohnt wurde. Diese wurde ihm jedoch nach Jahresfrist von Papst Innozenz IV. nicht weiter verlängert.
In den Jahren 1254 und 1255 kam es zu Spannungen zwischen ihm und König Wilhelm, der sich immer mehr der Leitung und Bevormundung durch seinen Protektor zu entziehen und hierzu den eben begründeten Rheinischen Städtebund als Instrumentarium seiner realen Königsherrschaft zu nutzen suchte. Besorgte päpstliche Mahnungen lassen eine geplante Absetzung des Königs durch den Erzbischof vermuten. Das sich anbahnende Zerwürfnis mit König und Kurie hatte die mit dem Machtübergewicht des Kölner Erzbischofs-Herzogs unzufriedenen rheinischen und westfälischen Territorialherren, nämlich den Grafen von Jülich und den Bischof von Paderborn, zur Bildung einer antikölnischen Koalition angeregt, welcher Konrad jedoch rasch Herr werden konnte. Im Oktober 1243 vermochte er den Grafen von Jülich wie auch im August 1256 den Bischof von Paderborn zur Anerkennung seiner überlegenen und herausgehobenen Stellung zu zwingen. Hierbei nutzte Konrad von Hochstaden seine Herzogsgewalt jedoch nicht im Sinne einer bloßen Machtrestauration, sondern zum Ausbau einer unbestrittenen und wirkungsvollen Oberherrschaft über eigen- und selbständige Landesherrschaften, welche den Landfrieden sichern sollte.

### Auseinandersetzung mit der Stadt Köln
In diesem Zusammenhang ist auch der sog. „Kleine Schied“ zu sehen, welcher den Streit zwischen dem Erzbischof und der Stadt 1252 um das Recht einer neuen, minderwertigen Münze beendete. Als Schiedsrichter wurde unter anderen Albertus Magnus eingesetzt. 1258 kam es erneut zu einem Schiedsspruch Albertus Magnus’ im Streit mit den Kölner Patriziern im „Großen Schied“, bei dem Albertus Magnus dem Erzbischof zwar die höchste geistliche und weltliche Macht, der Stadt aber eine gewisse eigene Gerichtsbarkeit mit Schöffen (= Richtern) und Amtleuten zusprach. Doch konnte Konrad bereits 1259 die Macht des städtischen Patriziates brechen, indem er statt der Schöffen aus dem Patriziat neue Schöffen aus den Zünften einsetzte. Damit spielte er geschickt die Zünfte gegen die Patrizier aus und erlangte auf diese Weise erneut die Stadtherrschaft. Einen Aufstand der Patrizier 1260 schlug er brutal nieder und sperrte die Beteiligten, sofern er sie nicht zum Tode verurteilen ließ, in der Godesburg ein.
Am 7. Mai 1259 verlieh er der Stadt das Stapelrecht. Jeder auswärtige Kaufmann, der seine Waren über den Rhein transportierte, musste diese nun für eine festgelegte Zeit in Köln anbieten.

### Erweiterung des Erzstifts
Eine enorme Erweiterung des Erzstifts verschaffte ihm der Tod des letzten Grafen von Are-Hochstaden, seines Neffen. Nach einer Einigung mit seinem jüngeren Bruder Friedrich und den Verwandten konnte er so im Jahre 1246 die genannte Grafschaft dem Erzstift hinzufügen. Auch der Erwerb weiterer Gebiete der Grafschaft Sayn ab 1248 gelang ihm. Durch Städtegründungen und -erhebungen, wie auch die Einführung moderner Territorialverwaltungen, gelang ihm eine Absicherung dieses in wenigen Jahren enorm erweiterten Besitzkomplexes.
Konrad von Hochstaden starb 1261 und wurde an exponierter Stelle im Chorumgang des Kölner Domes beigesetzt, dessen Grundstein er 1248 gelegt hatte, sein Grabmal in der Johanneskapelle gehört zu den bedeutendsten Bronzewerken des 13. Jahrhunderts.

## Domgründer

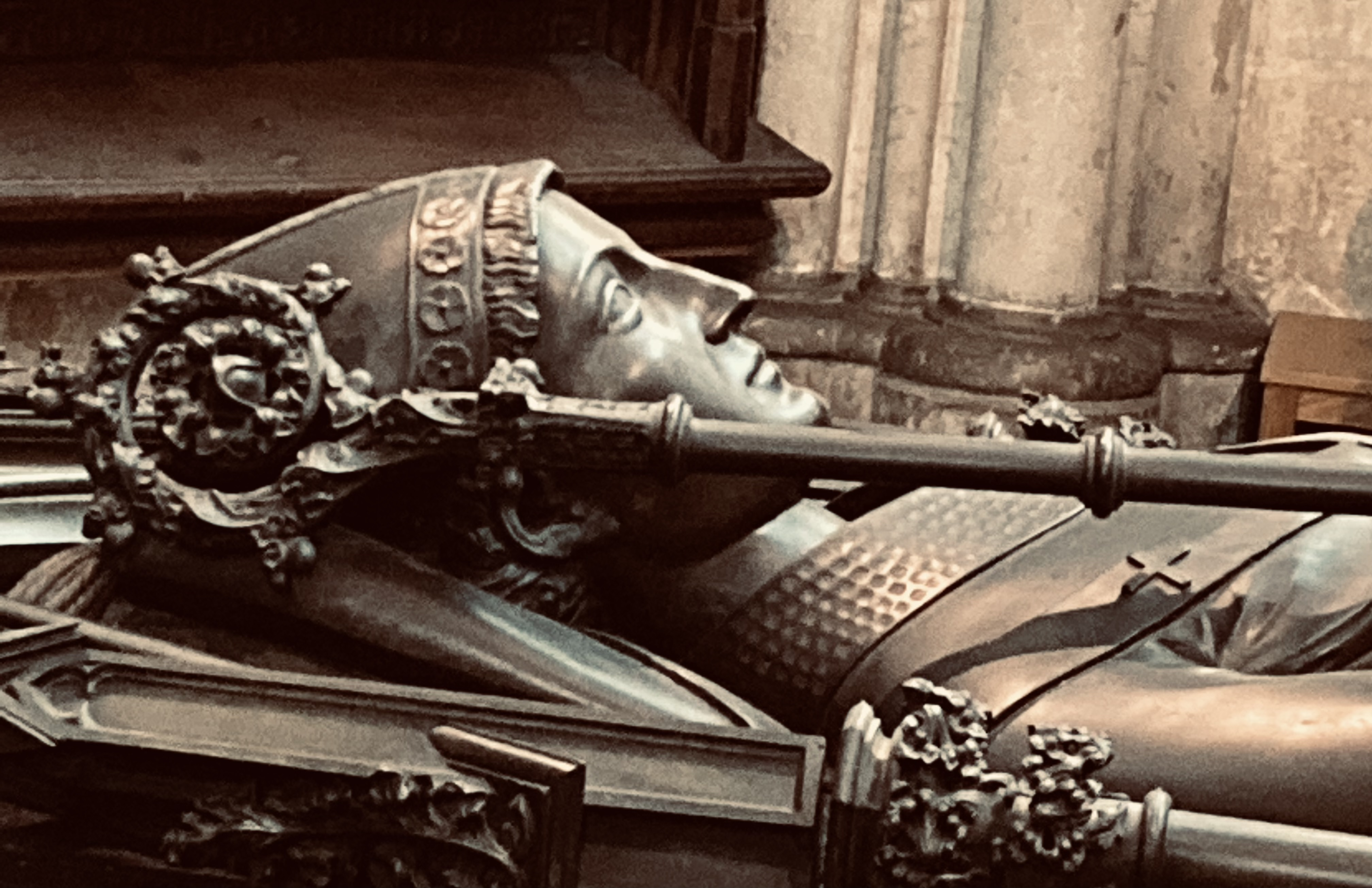
Legte den Grundstein: Erzbischof Konrad von Hochstaden

Als Symbol für seinen ausgreifenden Machtwillen verlangte Konrad von Hochstaden einen Neubau des Kölner Doms. Die Entscheidung dazu hat er vermutlich um 1245 getroffen, als er seine Unterstützung für Kaiser Friedrich II. aufkündigte und dazu beitrug, dass der Kaiser vom Papst zum Ketzer erklärt wurde. Beispielgebend für das Bauprogramm des Kölner Fürsten wurden die Baumaßnahmen des Französischen Königs Ludwig des Heiligen, der für die Dornenkrone die Sainte-Chapelle in Paris errichtet hatte, um die Reliquie zum Reichsheiligtum zu stilisieren und damit ein spirituelles Zentrum für das französische Königtum schuf. Ludwig sandte dem Kölner Erzbischof eine Dorne der Dornenkrone, um damit den Suprematie der französischen Herrschaft zu signalisieren.
Konrad von Hochstaden ließ daher den Bau der Kölner Kathedrale im damals hochaktuellen Stil der französischen Gotik bauen, weil dieser als der königliche Baustil rezipiert wurde. Bewusst verzichteten die Baumeister auf den Stil der lothringischen Gotik, der ansonsten im Alten Reich vorherrschte und über die Kirchen in Metz und Straßburg vermittelt worden war. Mit der hochbauenden, gotischen Kathedrale wollte der Erzbischof alle anderen romanischen Kirchen und Institute der Stadt Köln deutlich „erniedrigen“. Zentrum des Bauwerks sollten die Reliquien der Heiligen Drei Könige sein, deren Schrein in der Vierung aufgestellt werden sollte. Damit suchte der Erzbischof seine Rolle als Koronator, der die Deutschen Könige nicht nur krönen und salben, sondern darum sogar auswählen durfte, zu untermauern. Die Überwachung der Baumaßnahmen, die von der Domfabrik durchgeführt wurden, übernahm das Domkapitel, das auch den Dombaumeister Gerhard anstellte.
Um die Finanzierung des Bauwerkes zu sichern, begann der Erzbischof mit einem intensiven Ablasshandel und nutzte auch seine Beziehungen zum englischen Hof, um selbst in England für den Dombau sammeln zu lassen. Konrad von Hochstaden legte 1248 den Grundstein für den Dom. 1261 wurde der Erzbischof in der Achskapelle begraben, wie es für einen Stifter üblich war. Zu Lebzeiten hatte der Fürst sich für seine Tumba einen Bronzegisant bestellt, der zu den qualitätsvollsten Güssen des 13. Jahrhunderts gerechnet wird.
Lange war in der Domforschung umstritten, ob Konrad von Hochstaden als „Bauherr“ verstanden werden dürfe. Die aktive Rolle des Domkapitels bei der Bausteuerung wurde dahingehend interpretiert, dass es auch die eigentliche Bauplanung initiiert habe.

## Adaptionen
- Der Aufstand der Patrizier spielt eine wesentliche Rolle in Frank Schätzings historischem Roman Tod und Teufel.
- Konrad von Hochstaden spielt eine wichtige Rolle in den Medica-Romanen von Johanna Geiges